# 租庸調制

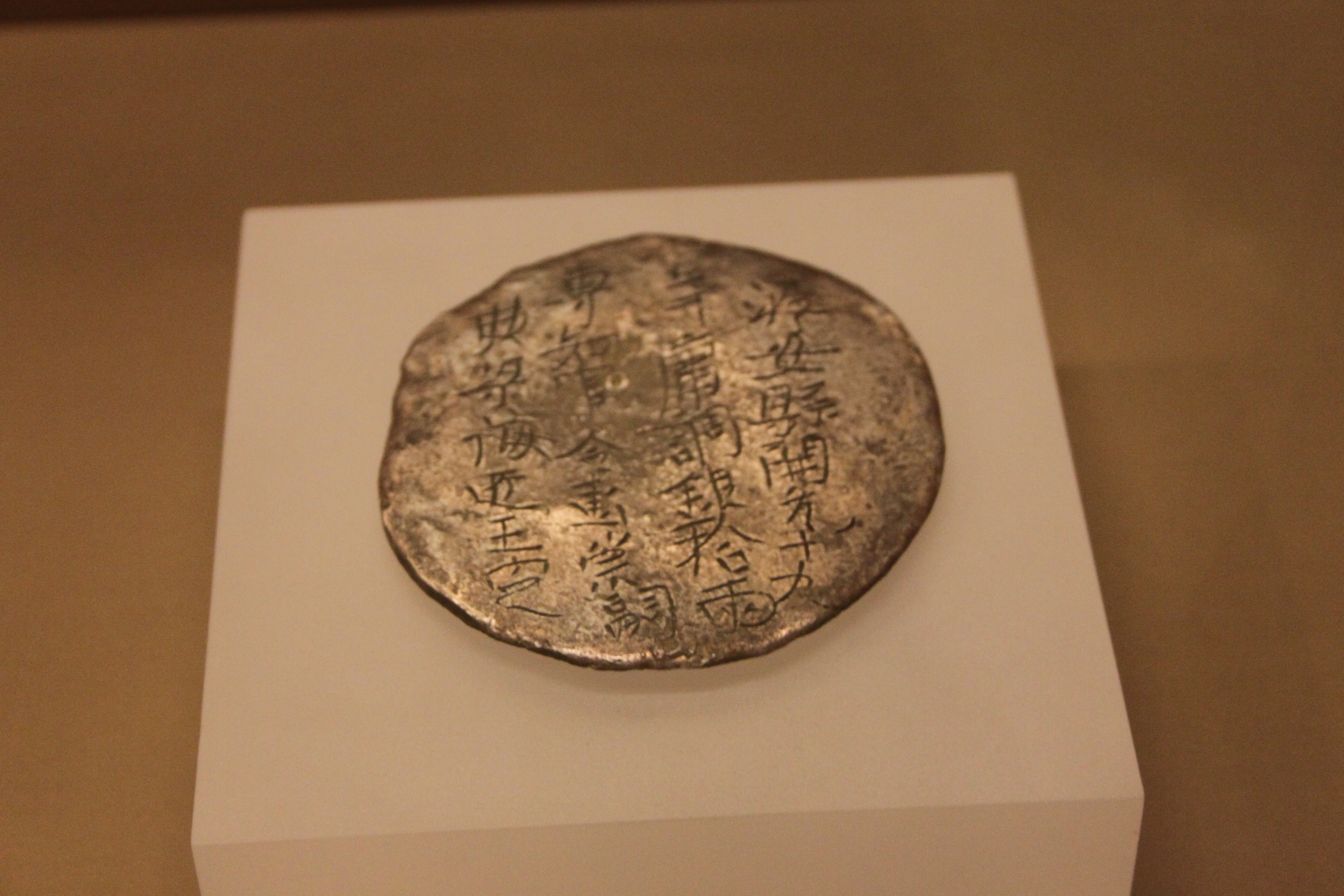
唐代洊安县庸调银饼

租庸调制是隋唐时期一度实行的赋稅和徭役制度，以征收穀物、布匹或者为政府服役为主。租庸调制需要均田制的配合，一旦均田破坏，租庸调法便无法施行。

## 沿革
隋代承袭北魏的“租调”税制，并加以改良，于开皇二年（582年）试行租庸调制，并为唐初所承袭。武周后，由于人口增加，加上土地兼併加剧，朝廷已无足够土地实行均田制，男丁所得土地不足，又要缴纳定额的租庸调，使农民无力负担，大多逃亡。安史之乱后，朝廷负担遽增。唐德宗年间，改行杨炎的两税法，以征收銅錢为主。

## 制度内容
“租”即田租，包括粟、稻等农作物；“庸”则是庸役，就是为政府服徭役；“调”是户调，包括桑、麻、布、绢等土产品。
隋文帝于开皇二年实行租庸调制，男丁每年服役三十天，后减为二十天；纳绢由每户四丈减至二丈，也可奉獻物品，以折抵役期。除租庸调外，人民还须负担杂徭和色役。
唐高祖武德二年（619年）二月规定，每丁纳“租二石、绢二丈、绵三两”。同时规定了均田制实行办法，丁男十八岁以上授田百亩，其中二十亩为永业田，八十亩为口分田，后者于死后归还，政府依据授田纪录而向人民征收定额的租庸调。
租庸调规定以“人丁”为本，不论土地、财产的多少，都要按丁交纳同等数量的绢、粟，庸调由县尉负责征收，八月开始收敛，九月运往京师或指定地点。田租则在收割后于十一月开始运送。租庸调制中以纳绢来代役的方法，在均田制的同步实施下，使农民在有土地耕种的同时保证了农耕的时间，推动了农业的发展。

## 评价
陆贽称许租庸调法：“国朝着令赋役之法有三：一曰租，二曰调，三曰庸。……此三道者，皆宗本前哲之规模，参考历代之利害。其取法也远，其立意也深，其敛财也均，其域人也固，其裁规也简，其备虑也周。”“有田则有租，有家则有调，有身则有庸。……以之厚生，则不隄防而家业可久；以之成务，则不校阅而众寡可知；以之为理，则法不烦而教化行；以之成赋，则下不困而上用足。”

## 日本租庸調
日本租庸調首見於大化改新，但實際實施較晚於大化改新，內容部分，租亦為农作物，庸指至京城服役，可以米、布代替，調為絹布或各項雜物。日本的租庸調伴隨仿效均田制的班田制，在班田制崩潰後，租庸調也無法再施行，改為向經營土地的負名徵稅。

## 朝鮮租庸調
朝鮮於三国时代引入租庸調，至高麗、朝鮮王朝時期仍以此形式徵收稅賦，朝鮮王朝於1608年推行大同法，以米收取貢物，等同合併租、調，改善過去徵收貢物的弊端。1750年又頒布均役法免除平民服役義務，並同樣改為米穀繳納。至此租庸調三者皆以米穀繳納，卻因為官吏腐敗導致三政紊亂問題。

### 引用
1. ↑  赋役之法，每丁岁入租粟二石，调则随乡土所产，绫绸絁各二丈，布加五分之一，输绫绢絁者，兼调绵三两，输布者麻三斤。凡丁岁役二旬，若不役，则收其庸，每日三尺，有事而加役者，旬有五日免其调，三旬则租、调俱免，通正役并不过五十日。（《旧唐书》卷四十八〈食货志〉）

### 书籍
- 邓广铭：《唐代租庸调法研究》

### 文章
- 邱添生：由田制与税法看唐宋间的历史演变